# Saint-Remy-Chaussée
Saint-Remy-Chaussée è un comune francese di 480 abitanti situato nel dipartimento del Nord nella regione dell'Alta Francia.

## Società

### Evoluzione demografica
Abitanti censiti